# Bernard Alix
Bernard Pierre Edmond Alix, né le 23 août 1909 à Lorient et mort le 4 mars 1988 au Bec-Hellouin, est un prélat français du XXe siècle, évêque du Mans de 1971 à 1981 puis évêque émérite du même diocèse de 1981 à 1988.

## Biographie
Fils d'un officier d'artillerie, Bernard Alix accomplit ses études secondaires à l'institution Saint-Joseph du Havre puis entre au grand séminaire de Rouen en 1926. Licencié en théologie de l'Université grégorienne de Rome, ordonné prêtre pour l'archidiocèse de Rouen en 1932, il est nommé vicaire à la paroisse Saint-Vincent-de-Paul du Havre. Devenu professeur de théologie morale au grand séminaire de Rouen, il est contraint de quitter ce poste par suite de sa mobilisation en 1939. Prisonnier des Allemands jusqu'en 1945, il fonde à la Libération le collège paysan de Baclair à Nointot. Supérieur du grand séminaire de Rouen en 1953, vicaire général en 1959, curé-archiprêtre de la cathédrale métropolitaine Notre-Dame de Rouen en 1965, il est prestement nommé évêque auxiliaire du diocèse du Mans la même année. Il en devient l'ordinaire en 1971 après la démission de Paul Chevalier. Son épiscopat est marqué par une attention toute particulière aux mouvements d'action catholique, au monde ouvrier et à la promotion des relations avec le diocèse de Paderborn, détenteur des reliques de saint Liboire, évêque du Mans au IVe siècle. Démissionnaire en 1981, il se retire à l'abbaye du Bec-Hellouin où il meurt évêque émérite à 78 ans. Il est inhumé dans le cimetière des moines dans le parc de l'abbaye du Bec-Hellouin.

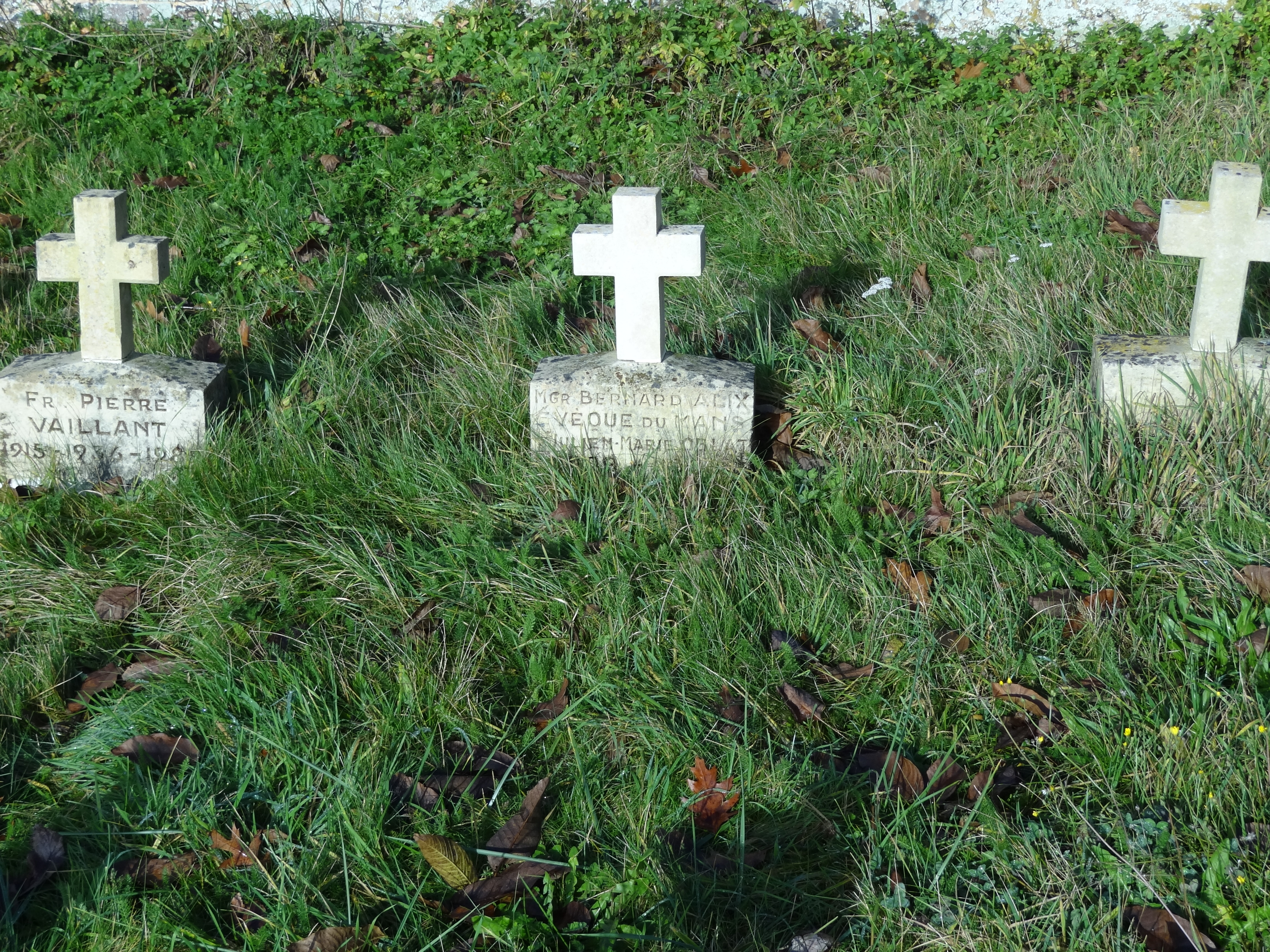
La tombe de Bernard Alix au cimetière de l'abbaye du Bec-Hellouin (Eure).